# Microdontomerus braconivorus
Microdontomerus braconivorus is een vliesvleugelig insect uit de familie Torymidae. De wetenschappelijke naam is voor het eerst geldig gepubliceerd in 2005 door Grissell.